# Józef Rojek
Józef Rojek (Ropczyce; 20 de Março de 1950 — ) é um político da Polónia. Ele foi eleito para a Sejm em 25 de Setembro de 2005 com 13409 votos em 15 no distrito de Tarnów, candidato pelas listas do partido Prawo i Sprawiedliwość.